# Богдановка (Оратовский район)
Богдановка (укр. Богданівка) — село на Украине, находится в Оратовском районе Винницкой области.
Код КОАТУУ — 0523180402. Население по переписи 2001 года составляет 6 человек. Почтовый индекс — 22653. Телефонный код — 4330. Занимает площадь 0,129 км².

## Адрес местного совета
22653, Винницкая область, Оратовский р-н, с. Балабановка, ул. Ленина, 25